# كأس الولايات المتحدة
كأس الولايات المتحدة (المعروف أيضًا باسم كأس الولايات المتحدة الأمريكية وكأس نايكي الأمريكي) كانت مسابقة كرة قدم تُقام سنويًا في الولايات المتحدة من عام 1992 إلى عام 2000، باستثناء سنوات كأس العالم عامي 1994 و1998. تم التنافس على البطولة، التي استضافها اتحاد الولايات المتحدة لكرة القدم، بين الولايات المتحدة وثلاثة مُنتخبات أخرى.
تم إنشاء الكأس لتدريب فريق كرة القدم الأمريكي وتسويق لرياضة كرة القدم في الولايات المتحدة قبل كأس العالم لكرة القدم للرجال. عُرف الاسم في الأصل باسم كأس الولايات المتحدة، وتم تغيير الاسم إلى كأس نايك الأمريكية بعد أن وقعت شركة نايكي عقدًا لمدة عشر سنوات بقيمة 120 مليون دولار مع اتحاد الولايات المتحدة لكرة القدم لرعاية الفرق الوطنية الأمريكية في أكتوبر 1997. كجزء من العقد، أضاف USSF اسم نايكي إلى اسم كأس الولايات المتحدة.
في عام 1995، أضاف الاتحاد الأمريكي لكرة القدم مسابقة نسائية استمرت كل عام حتى عام 2002. تم التخلي عن نسخة 2001 بعد ثلاث مباريات بسبب هجمات 11 سبتمبر.

## البطولات حسب البلد

### بطولة الرجال
- الولايات المتحدة 3 مرات (1992, 1995, 2000)
- المكسيك 3 مرات (1996, 1997, 1999)
- ألمانيا 1 مرة (1993)

### بطولة السيدات
- الولايات المتحدة 7 مرات (حققت جميع الكؤوس ماعدا نسخة 2001 بسبب الإلغاء)

## روابط خارجية
- كأس الولايات المتحدة للرجال في RSSSF
- كأس الولايات المتحدة للسيدات في RSSSF